# Come By Chance (gemeente)
Come By Chance is een gemeente (town) in de Canadese provincie Newfoundland en Labrador. De gemeente ligt aan de zuidoostkust van Newfoundland. Come By Chance is vooral bekend omdat Newfoundlands enige aardolieraffinaderij er gevestigd is.

## Geschiedenis
In 1969 werd het dorp een gemeente met het statuut van local improvement district (LID). Tussen 1971 en 1976 veranderde het statuut van de gemeente naar dat van town.

## Geografie
Come By Chance ligt gedeeltelijk aan de westoever van de Landengte van Avalon. De noordelijke helft van de gemeente ligt ten noorden van die landengte. De volledige oostgrens van de gemeente wordt gevormd door de Trans-Canada Highway (NL-1).
De plaats ligt aan de monding van de Come By Chance River in het Come By Chance-estuarium. Dat estuarium maakt deel uit van Come By Chance, een kleine baai in het meest noordelijke gedeelte van Placentia Bay.
Nabijgelegen plaatsen zijn Sunnyside (4 km oostwaarts) en Arnold's Cove (10 km zuidwaarts).

## Demografie
Demografisch gezien is Come By Chance, net zoals de meeste kleine dorpen op Newfoundland, aan het krimpen. Tussen 1991 en 2021 daalde de bevolkingsomvang van 300 naar 208. Dat komt neer op een daling van 92 inwoners (-30,7%) in dertig jaar tijd.
| Jaar | Aantal inwoners | Verschil |
| ---- | --------------- | -------- |
| 1991 | 300             | –        |
| 1996 | 296             | -1,3%    |
| 2001 | 265             | -10,5%   |
| 2006 | 260             | -1,9%    |
| 2011 | 247             | -5,0%    |
| 2016 | 228             | -7,7%    |
| 2021 | 208             | -8,8%    |

## Raffinaderij
In het zuiden van de gemeente, op 4,5 km van de dorpskern, ligt de aardolieraffinaderij met bijhorende havenfaciliteiten. Deze site is van groot belang aangezien aardolie cruciaal is voor de economie van Newfoundland. De raffinaderij heeft een capaciteit van 115.000 vaten per dag. In 2011 was de bijhorende haven goed voor 27,4 miljoen ton aan af- en ingeladen producten (voornamelijk aardolie), waardoor het op dat vlak de vijfde grootste cargohaven van Canada was.

## Geboren
- Dianne Whalen (1951-2010), provinciaal minister